# Ван Амбург, Исаак
Исаак Ван Амбург (англ. Isaac Van Amburgh; 28 мая 1808 года, Фишкилл — 29 ноября 1865 года, Филадельфия) — американский прославившийся укротитель хищных животных.

## Биография
Дед Исаака принадлежал к индейскому племени Тускарора, обитавшему в окрестностях города Люистоуна, и принял имя Ван Амбурга от одного земледельца из Кентукки, крестившись и женившись на христианке. Отец Исаака очень боялся диких зверей и умер, испугавшись кабана. Юный Исаак, напротив, начал укрощать разных зверей и прославился сначала как укротитель лошадей. Укрощал также лисиц, волков, кабанов и буйволов.

### Отношение к диким животным
Он уверял, что человек может и должен укрощать зверей силой своего взгляда, и что дикие звери только потому терзают человека, что он их боится и бежит от них. Уверял, что волк самое понятливое и кроткое из диких животных; что все хищные звери скорее лакомки, чем прожорливы. Никогда не укрощал пресмыкающихся, даже боялся змей. Он никогда не проливал кровь животных; вместо оружия носил железный прут и в случаях неповиновения только бил прутом зверя по одному месту позвоночного хребта, не нанося ран.

### Досада за убитого медведя
Настолько сочувствовал зверям, что в досаде за убитого медведя, своего приятеля, положил замертво четырёх земледельцев и, уверенный, что убил их, бежал из Америки на первом корабле, отправлявшемся в Бомбей.
По дороге корабль пристал к мысу Доброй Надежды. Там, сойдя на землю, Амбург вернулся на борт с огромным медведем, и занятие воспитанием этого зверя сокращало мореходам часы долгого плавания. Амбург приучил медведя бросаться в воду с борта и, поплавав вокруг корабля, влезать на корабль. Он также сделал ручными двух пойманных тюленей, они ловили для него рыбу; и попытался укротить акулу, но попытка едва не стоила ему жизни.
Получив известие из Америки, что четыре его земляка остались живы, он вернулся домой. Поступил на службу к содержателю огромного зверинца, Титюсу, сменив умершего от ран, нанесённых львицей. Уже через три дня после своего поступления Амбург показывал публике невиданное зрелище: он вкладывал голову в пасть львицы. Демонстрировал другой опасный опыт: обмочив по локоть в свежей крови руку, всовывал её в пасть льва, впуская в то же время в клетку быка или овцу.

### Турне по Европе

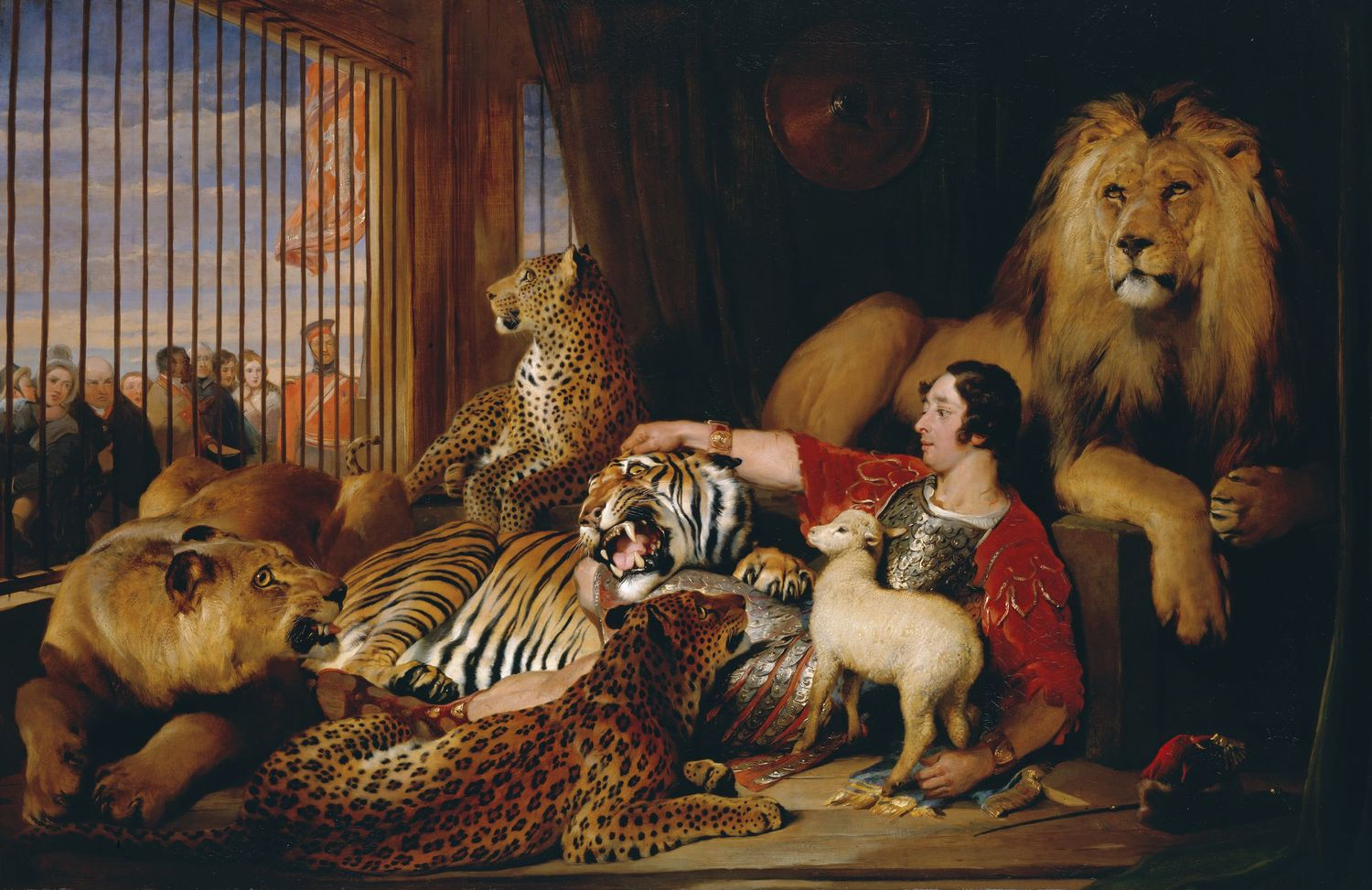
«Исаак ван Амбург со своими животными», кисти британского художника Ландсира, 1839, королевская коллекция, Виндзорский замок

Это он демонстрировал и в Европе, куда прибыл в 1838 году с частью зверинца Титюса. Давал представления в цирке Астлея в Лондоне, получая по 300 фунтов стерлингов в неделю.
В 1840 году отправился в Париж, где для него составляли пьесы для зверей, и с ними укротитель давал спектакли в театре у Сен-Мартенских ворот (Théâtre de la Porte-Saint-Martin), куда стекались огромные массы зрителей.
Побывал и в других столицах Европы. Европейские газеты не раз сообщали о его смерти от ран, нанесённых взбешенным зверем. Но он умер от сердечного приступа, случившегося с ним в Филадельфии 29 ноября 1865 г.